# Еджвуд (Меріленд)
Еджвуд (англ. Edgewood) — переписна місцевість (CDP) в США, в окрузі Гарфорд штату Меріленд. Населення — 25 713 особи (2020).

## Географія
Еджвуд розташований за координатами 39°25′13″ пн. ш. 76°17′48″ зх. д. / 39.42028° пн. ш. 76.29667° зх. д. (39.420268, -76.296776).  За даними Бюро перепису населення США в 2010 році переписна місцевість мала площу 46,42 км², з яких 46,06 км² — суходіл та 0,36 км² — водойми.

## Демографія
Згідно з переписом 2010 року, у переписній місцевості мешкали 25 562 особи в 9113 домогосподарствах у складі 6565 родин. Густота населення становила 551 особа/км².  Було 9821 помешкання (212/км²).
Расовий склад населення:
| - 49,8 % — білих - 40,9 % — чорних або афроамериканців - 1,8 % — азіатів - 0,3 % — корінних американців - 0,2 % — вихідців з тихоокеанських островів - 2,5 % — осіб інших рас |

До двох чи більше рас належало 4,5 %. Частка іспаномовних становила 6,7 % від усіх жителів.
За віковим діапазоном населення розподілялося таким чином: 29,0 % — особи молодші 18 років, 62,8 % — особи у віці 18—64 років, 8,2 % — особи у віці 65 років та старші. Медіана віку мешканця становила 32,3 року. На 100 осіб жіночої статі у переписній місцевості припадало 90,8 чоловіків;  на 100 жінок у віці від 18 років та старших — 87,6 чоловіків також старших 18 років.
Середній дохід на одне домашнє господарство  становив 69 316 доларів США (медіана — 56 021), а середній дохід на одну сім'ю — 74 021 долар (медіана — 61 957). Медіана доходів становила 50 646 доларів для чоловіків та 45 258 доларів для жінок. За межею бідності перебувало 14,7 % осіб, у тому числі 23,6 % дітей у віці до 18 років та 5,3 % осіб у віці 65 років та старших.
Цивільне працевлаштоване населення становило 12 215 осіб. Основні галузі зайнятості: освіта, охорона здоров'я та соціальна допомога — 27,0 %, роздрібна торгівля — 16,3 %, науковці, спеціалісти, менеджери — 11,1 %, мистецтво, розваги та відпочинок — 7,9 %.